# 플래야즈 서클
플래야즈 서클(Playaz Circle)는 미국의 랩듀오이다. 1997년에 결성됐으며, I-20,'Lil Fate' 등의 곡의 참여하면서, 힙합레이블 D.T.P Record에 픽업됐다.
2007년에 첫 앨범인 'Supply & Demand'를 발표했으며, 루다크리스 등이 참여했다.

## 멤버
- 투 체인즈 (2 Chainz)
- 돌라 보이 Dolla Boy